# E3 Prijs Vlaanderen 2002
L'E3 Prijs Vlaanderen 2002, quarantacinquesima edizione della corsa, valido come evento del circuito UCI categoria 1.1, fu disputato il 30 marzo 2002 per un percorso di 209 km. Fu vinto dall'italiano Dario Pieri, al traguardo in 4h46'03" alla media di 43,838 km/h.
Furono 111 i ciclisti che portarono a termine il percorso.

## Ordine d'arrivo (Top 10)
| Pos. | Corridore         | Squadra | Tempo    |
| ---- | ----------------- | ------- | -------- |
| 1    | Dario Pieri       | Alessio | 4h46'03" |
| 2    | Jo Planckaert     | Cofidis | s.t.     |
| 3    | Johan Museeuw     | Domo    | a 27"    |
| 4    | Paolo Bettini     | Mapei   | s.t.     |
| 5    | Peter Van Petegem | Lotto   | a 28"    |
| 6    | Peter Farazijn    | COF     | s.t.     |
| 7    | Martin Hvastija   | Alessio | a 39"    |
| 8    | Steffen Wesemann  | Telekom | s.t.     |
| 9    | Fred Rodriguez    | Domo    | s.t.     |
| 10   | Chris Peers       | Cofidis | s.t.     |